# UFC Fight Night: Херманссон vs. Каннонье
UFC Fight Night: Hermansson vs. Cannonier, также известный как  UFC Fight Night 160 или UFC on ESPN+ 18 — турнир по смешанным единоборствам, проведённый организацией Ultimate Fighting Championship 28 сентября 2019 года на спортивной арене "Royal Arena" в городе Копенгаген, Дания.
В главном бою вечера Джаред Коннонье победил Джека Херманссона техническим нокаутом во 2-м раунде.

## Подготовка турнира
Данный турнир стал первым мероприятием под эгидой UFC на территории Дании.
В качестве заглавного поединка был запланировал бой в среднем весе между Джеком Херманссоном и Джаредом Каннонье.

### Изменения карда турнира
Дэнни Генри короткое время рассматривался организаторами на бой в полулегком весе с Майком Дэвисом для данного турнира. Однако Генри вышел из боя по неизвестным причинам в середине сентября. В свою очередь, Дэвиса также исключили из карда турнира и ожидается, что он будет перенесен на будущее событие.
Бывший претендент на титул чемпиона UFC в полусреднем весе Тиагу Алвис должен был встретиться с Гуннаром Нельсоном на этом турнире. Однако Алвис вышел из боя в середине сентября из-за нераскрытой травмы. Его заменил Гилберт Бернс.
Также на турнире был запланирова бой в среднем весе между Алессио Ди Кирико и Питером Соботтой. Однако Соботта был вынужден выйти из боя и был заменен дебютантом Махмудом Мурадовым.

## Результаты турнира
| Бой п/п | Весовая категория  | Участники и результат боя   | Участники и результат боя | Участники и результат боя | Участники и результат боя | Участники и результат боя | Способ победы                              | Раунд | Время | Прим.              |
|         |                    | Главный кард (ESPN+)        |                           |                           |                           |                           |                                            |       |       |                    |
| Бой 13  | Средний вес        | Джаред Каннонье             | #9                        | поб.                      | Джек Херманссон           | #5                        | Технический нокаут (удары руками)          | 2     | 0:27  | Выступление вечера |
| Бой 12  | Лёгкий вес         | Марк Мадсен                 | д                         | поб.                      | Данило Беллуардо          |                           | Технический нокаут (удары руками)          | 1     | 1:12  |                    |
| Бой 11  | Полусредний вес    | Гилберт Бёрнс               |                           | поб.                      | Гуннар Нельсон            |                           | Единогласное решение (29–28, 29–28, 29–28) | 3     | 5:00  |                    |
| Бой 10  | Полутяжёлый вес    | Ион Куцелаба                |                           | поб.                      | Халил Раунтри             |                           | Технический нокаут (удары локтями)         | 1     | 2:35  |                    |
| Бой 9   | Полутяжёлый вес    | Овинс Сен-Прё               |                           | поб.                      | Михал Олексейчук          |                           | Сдача, удушающий приём (удушение Вон Флю)  | 2     | 2:14  | Выступление вечера |
| Бой 8   | Полусредний вес    | Николас Дальбю              |                           | поб.                      | Алекс Оливейра            |                           | Единогласное решение (29–28, 29–28, 29–28) | 3     | 5:00  |                    |
|         |                    | Предварительные бои (ESPN+) |                           |                           |                           |                           |                                            |       |       |                    |
| Бой 7   | Средний вес        | Джон Филлипс                |                           | поб.                      | Ален Амедовски            |                           | Нокаут (удары руками)                      | 1     | 0:17  | Выступление вечера |
| Бой 6   | Средний вес        | Махмуд Мурадов              | д                         | поб.                      | Алессио ди Кирико         |                           | Единогласное решение (29–28, 29–28, 29–28) | 3     | 5:00  |                    |
| Бой 5   | Полусредний вес    | Исмаил Наурдиев             |                           | поб.                      | Сияр Бахадурзада          |                           | Единогласное решение (30–26, 30–25, 30–25) | 3     | 5:00  |                    |
| Бой 4   | Полулёгкий вес     | Гига Чикадзе                | д                         | поб.                      | Брэндон Дэвис             |                           | Раздельное решение (29–28, 28–29, 29–28)   | 3     | 5:00  |                    |
| Бой 3   | Жен. легчайший вес | Лина Ленсберг               | #12                       | поб.                      | Мейси Чиассон             | #11                       | Единогласное решение (29–27, 29–27, 29–28) | 3     | 5:00  |                    |
| Бой 2   | Лёгкий вес         | Марк Диакези                |                           | поб.                      | Ландо Ванната             |                           | Единогласное решение (30–27, 30–27, 30–26) | 3     | 5:00  |                    |
| Бой 1   | Легчайший вес      | Джек Шор                    | д                         | поб.                      | Нохелин Эрнандес          |                           | Сдача, удушающий приём (удушение сзади)    | 3     | 2:51  | Выступление вечера |

## Награды
Следующие бойцы были удостоены денежного бонуса в $50,000:
- Бой вечера: не присуждён
- Выступление вечера: Джаред Каннонье, Овинс Сен-Прё, Джон Филлипс и Джек Шор